# Karl Friedrich von dem Knesebeck
Karl Friedrich von dem Knesebeck (5 de mayo de 1768-12 de enero de 1848) fue un mariscal de campo prusiano y consejero militar en las guerras napoleónicas.

## Primeros años
Knesebeck nació en la finca familiar en Karwe, cerca de Neuruppin en el Margraviato de Brandeburgo, como el hijo de un oficial quien había servido a las órdenes del rey Federico el Grande en la guerra de los Siete Años. Knesebeck entró en el servicio militar en 1783, cuando fue comisionado al Regimiento del General von Kalckstein en Magdeburgo. Como mostró un marcado interés por la poesía, pronto hizo amistad con los posteriormente famosos autores y poetas Friedrich de la Motte Fouqué y Heinrich von Kleist, quienes sirvieron con él a principios de su carrera. En 1787 fue puesto en el Regimiento del duque de Brunswick.
Con este regimiento Knesebeck se trasladó a Silesia en 1790. Como joven teniente y escritor, entabló amistad con Johann Wolfgang von Goethe.

## Guerras contra Francia

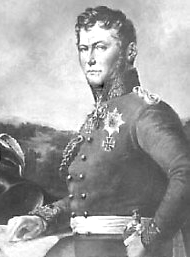
Knesbeck en 1814.

En la campaña de 1792-94, Knesebeck fue advertido por el duque de Brunswick por su habilidad y diligencia; el duque lo incorporó a su estado mayor en 1794, donde fue promovido varias veces (1797 teniente primero, 1799 capitán, 1802 mayor).
En 1803, como adjunto del general von Rüchel y motivado por él, Knesebeck escribió un memorándum al duque de Brunswick en cuanto a la necesidad de la creación de un Landwehr (milicia), a la que llamó "la Legión de Honor" del estado prusiano. Esta idea tiene que verse como una encomiable base para la posterior reorganización del Ejército prusiano por Gerhard von Scharnhorst.
En diciembre de 1803, Knesebeck fue promovido a intendente en el Estado Mayor General. Con una misión para el Elector Guillermo I de Hesse da comienzo a una serie de servicios diplomáticos para Prusia.
En la mayor parte de la guerra de la Cuarta Coalición en 1806, Knesebeck sirvió en el estado mayor del General Rüchel. En la batalla de Auerstedt, se reportó que debido a la acción decisiva de la caballería de Knesebeck el rey Federico Guillermo III de Prusia evitó ser capturado.
Knesebeck mostró habilidades estratégicas con la planificación de la victoriosa batalla de Pułtusk el 26 de diciembre de 1806. El rey le concedió la Pour le Mérite con Hojas de Roble y lo ascendió a teniente-coronel el 16 de mayo de 1807.
El 21 de septiembre de 1807 Knesebeck fue dispensado del servicio militar por deseo propio y retornó a sus fincas en Neuruppin. Sin embargo, fue reclamado al servicio y recibió la orden secreta de observar la acción enemiga en Austria y reportar cualquier oportunidad para una acción militar.
En 1812 Knesebeck recibió una nueva tarea diplomática, el suceso de la cual crearía las bases de las posteriores victorias aliadas contra Napoleón en 1813. Del primer ministro de Prusia, Hardenberg, recibió la misión oficial de informar al zar Alejandro I de Rusia que Napoleón consideraría necesario invadir Rusia, en cuyo caso el zar no debería abajar los brazos. Simultáneamente, fue ordenado secretamente por el rey de Prusia de convencer al emperador ruso en atraer a Napoleón hasta las amplias extremidades de su país y no hacer la paz hasta que la Grande Armée de Napoleón se hubiera venido abajo. Según los propios escritos de Knesebeck, el zar respondió que «no haría la paz, aunque se hubiera de retirar hasta Kazán».
El 6 de marzo de 1813 Knesebeck fue promovido a coronel y general-adjunto del rey; el mismo año fue ascendido a teniente-general. La guerra de los años 1813-15 la experimentó mayormente en los cuarteles generales del rey, sobre el que no siempre ejerció una positiva influencia; en 1815 intentó apartar de su puesto a Gebhard Leberecht von Blücher.
En 1815 Knesebeck contrajo matrimonio con Adolphine Susanne Luise Karoline Johanna von Klitzing.
Knesebeck fue llamado al servicio diplomático en 1815 para negociar con Viena a efectos de una participación austríaca en la Séptima Coalición. Más tarde acompañó al rey a Londres y tomó parte en el Congreso de Viena.

## Posguerra

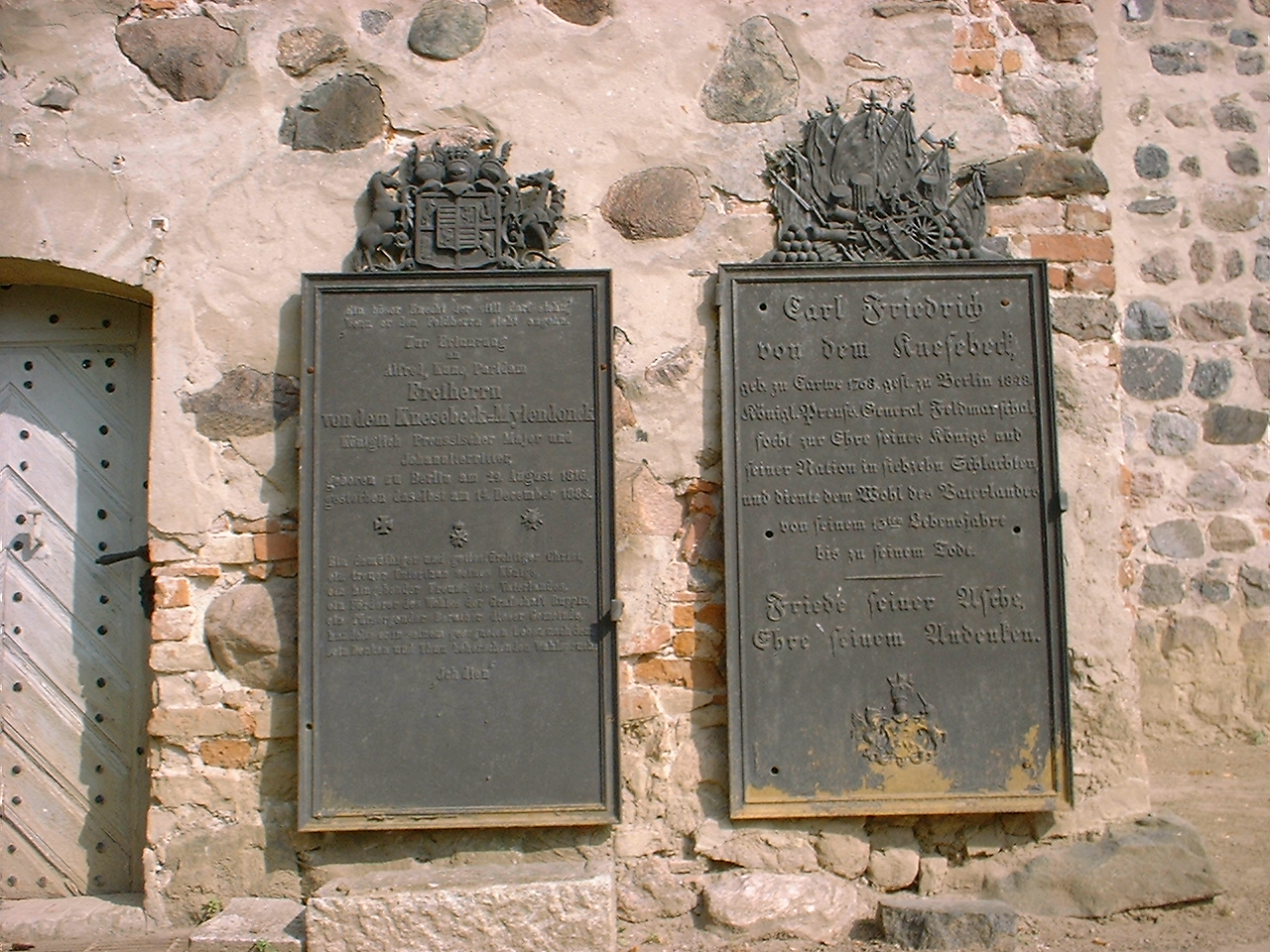
Monumento conmemorativo en los muros de la iglesia en Neuruppin-Karwe.

En 1822 Knesebeck se convirtió en comandante de un cuerpo de caballería montada (Feldjäger-Korps). En 1823 el rey Federico Guillermo III le regaló una finca en Huysburg, en reconocimiento por sus servicios. Knesebeck fue promovido a General en 1825 y fue seleccionado como comandante en jefe del ejército en el Gran Ducado de Posnania. Fue nombrado caballero de la Orden del Águila Negra en 1832.
El 7 de octubre de 1847 le fue ofrecido el ascenso a mariscal de campo en activo por el rey Federico Guillermo IV de Prusia, que declinó debido a su avanzada edad. Solicitó ser dispensado del ejército, que le fue concedido con el ascenso simultáneo a mariscal de campo. Murió el 12 de enero de 1848 en Berlín.

En la iglesia en Neuruppin-Karwe puede encontrarse un monumento, con la inscripción:

"Carl Friedrich von dem Knesebeck, nacido en Carwe en 1768, fallecido en Berlín en 1848. Un mariscal de campo prusiano, que combatió por el honor de su Rey y su País en 17 batallas y sirvió por la gloria de su patria desde sus trece años hasta su muerte. Paz a sus restos, honor a su memoria."

## Obras
- “Lob des Krieges” (“Elogio de la guerra,” 1805), un poema que disfrutó de gran popularidad[4]